# Beach Haven West
Beach Haven West és una concentració de població designada pel cens dels Estats Units a l'estat de Nova Jersey. Segons el cens del 2000 tenia 4.444 habitants.

## Demografia
Segons el cens del 2000, Beach Haven West tenia 4.444 habitants, 2.086 habitatges, i 1.372 famílies. La densitat de població era de 849,4 habitants/km².
Dels 2.086 habitatges en un 14,3% hi vivien nens de menys de 18 anys, en un 56,2% hi vivien parelles casades, en un 6,5% dones solteres, i en un 34,2% no eren unitats familiars. En el 28,9% dels habitatges hi vivien persones soles el 14% de les quals corresponia a persones de 65 anys o més que vivien soles. El nombre mitjà de persones vivint en cada habitatge era de 2,13 i el nombre mitjà de persones que vivien en cada família era de 2,59.
Per edats la població es repartia de la següent manera: un 12,6% tenia menys de 18 anys, un 4,8% entre 18 i 24, un 19,7% entre 25 i 44, un 35% de 45 a 60 i un 27,9% 65 anys o més.
L'edat mediana era de 53 anys. Per cada 100 dones de 18 o més anys hi havia 91,7 homes.
La renda mediana per habitatge era de 45.508 $ i la renda mediana per família de 54.132 $. Els homes tenien una renda mediana de 46.500 $ mentre que les dones 30.491 $. La renda per capita de la població era de 39.273 $. Aproximadament l'1,5% de les famílies i el 3,8% de la població estaven per davall del llindar de pobresa.

## Poblacions més properes
El següent diagrama mostra les poblacions més properes.